# L'eredità Ferramonti
L'eredità Ferramonti é um filme de drama italiano dirigido por Mauro Bolognini e lançado em 1976.